# Roman Szymański (dziennikarz)

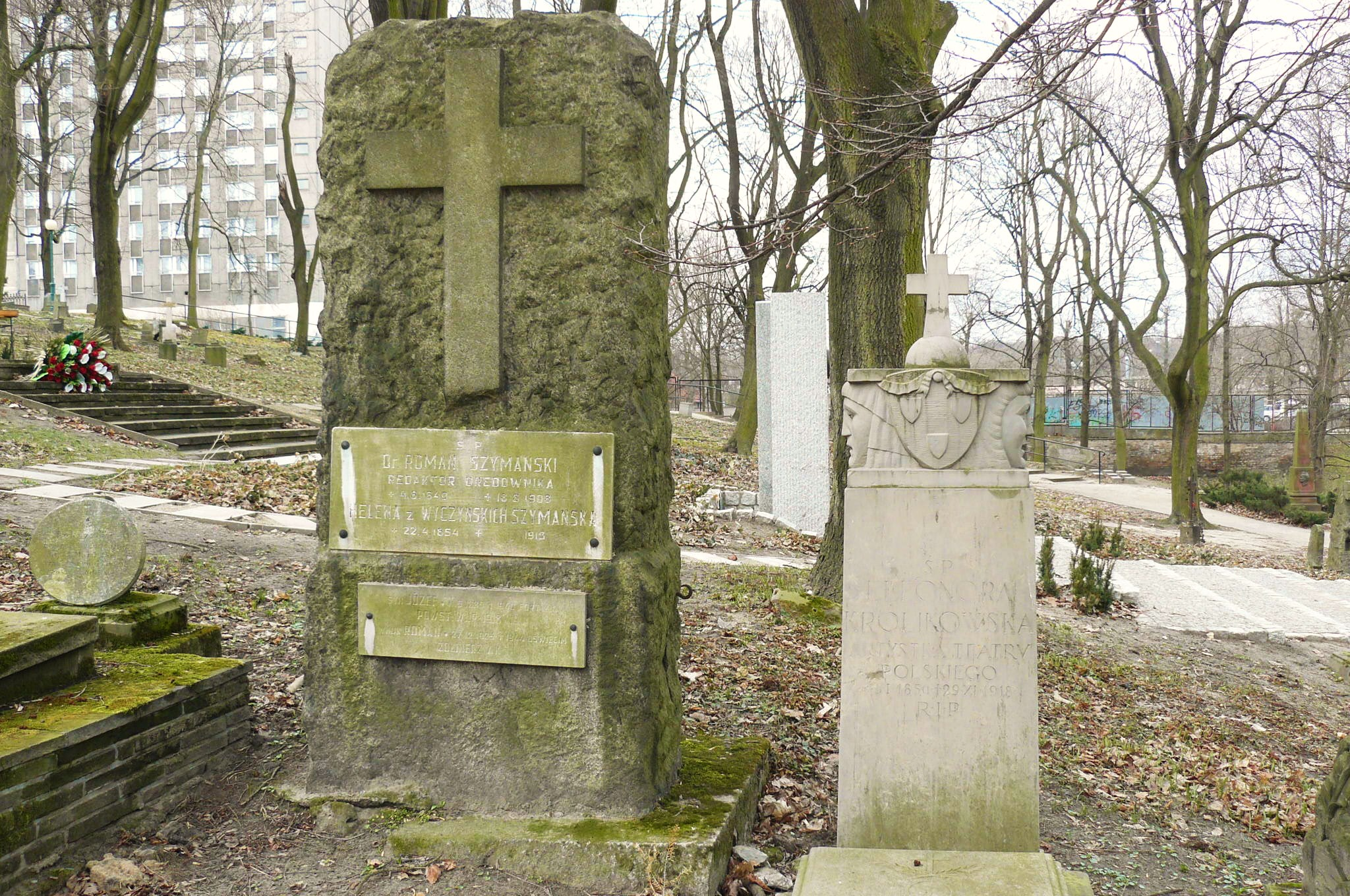
Grób R. Szymańskiego (lewy), Poznań, Cmentarz Zasłużonych Wielkopolan

Roman Szymański (ur. 4 sierpnia 1840 w Kostrzynie koło Poznania, zm. 18 grudnia 1908 w Poznaniu) – działacz polityczny, publicysta, redaktor „Orędownika”.

## Życiorys
Urodzony w rodzinie mieszczańskiej jako syn Józefa Szymańskiego i Marianny Szymańskiej z domu Koszczyńskiej. W Gimnazjum św. Marii Magdaleny w Poznaniu założył z kolegami kółko „Marianów”, którego celem było poznanie literatury polskiej. Współtworzył także przy gimnazjum konspiracyjne Towarzystwo Narodowe. Rozpoczął studia w seminarium duchownym w Poznaniu (1862), ale przerwał je w okresie powstania styczniowego. Walczył w szeregach powstańczych w Królestwie Polskim, brał udział w bitwie pod Nową Wsią i Brdowem. Nie trafił do niewoli i powrócił do Wielkopolski; podjął studia historyczne na Uniwersytecie Wrocławskim, które następnie uzupełniał (także w kierunku ekonomii) w Berlinie i Lipsku. W 1867 w Lipsku obronił doktorat z filozofii.
Pierwszym przejawem działalności publicystycznej Szymańskiego była broszura ekonomiczna Zasady towarzystw przemysłowych (1868), wydana pod przybranym nazwiskiem Wacław Górecki. Rok później został redaktorem ilustrowanego tygodnika poznańskiego „Sobótka”, współpracował także z „Dziennikiem Poznańskim”, „Gazetą Toruńską” i „Przeglądem Polskim”. Propagował idee pozytywistyczne (m.in. publikacja O siłach moralnych w ustroju społecznym, 1870).
W 1871 objął stanowisko redaktora naczelnego nowego pisma „Orędownik”. Pismo, współfinansowane przez ziemian wielkopolskich, było skierowane przede wszystkim do mieszczan; pierwszy numer ukazał się 1 kwietnia 1871. Szymański odstąpił nieco od linii politycznej ziemiaństwa, dążąc do politycznej aktywizacji mieszczaństwa; doprowadziło to wkrótce do wycofania się ziemian z finansowania – od końca 1872 redaktor wydawał pismo samodzielnie. W okresie Kulturkampfu „Orędownik” głosił ostrą krytykę polityki pruskiej i bronił polskości Wielkopolski oraz pozycji Kościoła katolickiego. Redaktor Szymański inicjował wiece polityczne oraz akcje petycyjne; zgromadził wokół siebie aktywny ruch mieszczański, określany mianem „ludowego” (pozostający jednak bez związku z tradycyjnym chłopskim ruchem ludowym). Aktywności Szymańskiego nie osłabiły kilkakrotne kary więzienia. Efektem jego działań było m.in. zwiększenie udziału polskiego mieszczaństwa w wyborach powszechnych do władz lokalnych i parlamentu Rzeszy niemieckiej.
W kolejnych latach Szymański popadł w konflikt z wieloma środowiskami politycznymi. Występował przeciwko socjalistom, a w latach 90. XIX wieku zaostrzyły się także stosunki z ziemiaństwem. Naraził się duchowieństwu, kiedy w trakcie walki o mandat w sejmie pruskim w 1893 wystąpił przeciwko arcybiskupowi Stablewskiemu; ostatecznie nie został wybrany, przegrywając ze Stefanem Cegielskim. Na przełomie wieków Szymański i kierowany przez niego ruch ludowy zyskał poparcie narodowej demokracji, która wkrótce (1906) przejęła wydawanie „Orędownika”. Szymański wszedł w skład zarządu Towarzystwa Akcyjnego Nowa Drukarnia Polska, ale stan zdrowia nie pozwolił mu na większą aktywność. Zmarł w grudniu 1908.
Był żonaty z Heleną Wyczyńską (od 1883), miał pięcioro dzieci (trzy córki i dwóch synów).